# Grännsjön
Grännsjön är en sjö i Nordanstigs kommun i Hälsingland och ingår i Gnarpsåns huvudavrinningsområde. Sjön är 19 meter djup, har en yta på 2,64 kvadratkilometer och är belägen 132 meter över havet. Sjön avvattnas av vattendraget Grängsjöån.

## Delavrinningsområde
Grännsjön ingår i det delavrinningsområde (688430-156411) som SMHI kallar för Utloppet av Grännsjön. Medelhöjden är 187 meter över havet och ytan är 13,47 kvadratkilometer. Räknas de 5 avrinningsområdena uppströms in blir den ackumulerade arean 56,81 kvadratkilometer. Grängsjöån som avvattnar avrinningsområdet har biflödesordning 2, vilket innebär att vattnet flödar genom totalt 2 vattendrag innan det når havet efter 23 kilometer. Avrinningsområdet består mestadels av skog (70 procent). Avrinningsområdet har 2,62 kvadratkilometer vattenytor vilket ger det en sjöprocent på 19,5 procent.